# فيليب الخامس، كونت هاناو ليشتنبرغ
فيليب الخامس كونت هاناو-ليشتنبرغ (بالإنجليزية: Philipp V of Hanau-Lichtenberg)‏ (21 فبراير 1541، بوكسويلير - 2 يونيو 1599، نيديربرون ليه باينس) كان كونت هاناو ليشتنبرغ من عام 1590 حتى وفاته.

## حياته
كان فيليب الخامس الابن الأكبر، ووريث الكونت فيليب الرابع من هاناو ليشتنبرغ (1514-1590) والكونتيسة إليونور من فورستنبرج (1523-1544). عُمد فيليب الخامس في بوكسويلر يوم ولادته. وفي 18 يونيو 1553 التحق بجامعة توبنغن. حيث درس الرياضيات وعلم الفلك.